# Конституционный референдум в Швейцарии (1914)
Конституционный референдум в Швейцарии проходил 25 октября 1914 года. Предлагаемые поправки к Статье 103 Конституции и введение новой Статьи 114-бис были одобрены 62,3% голосов избирателей и большинством кантонов.

## Избирательная система
Конституционный референдум был обязательными, для его одобрения было необходимо двойное большинство.

## Результаты
| Выбор                                | Общее голосование | Общее голосование | Кантоны | Кантоны | Кантоны |
| Выбор                                | Голосов           | %                 | Полных  | Полу-   | Всего   |
| ------------------------------------ | ----------------- | ----------------- | ------- | ------- | ------- |
| За                                   | 204 394           | 62,3              | 16      | 4       | 18      |
| Против                               | 123 431           | 37,7              | 3       | 2       | 4       |
| Пустых бюллетеней                    | 33 104            | –                 | –       | –       | –       |
| Недействительных бюллетеней          | 14 048            | –                 | –       | –       | –       |
| Всего                                | 374 977           | 100               | 19      | 6       | 22      |
| Зарегистрированных избирателей/ Явка | 851 082           | 44.1              | –       | –       | –       |
| Источник: Nohlen & Stöver            |                   |                   |         |         |         |